# Dirk Lippits
Dirk Reinier Lippits (ur. 3 maja 1977) – holenderski wioślarz. Srebrny medalista olimpijski z Sydney.
Zawody w 2000 były jego pierwszymi igrzyskami olimpijskimi. W Sydney medal zdobył w czwórce podwójnej. Osadę tworzyli ponadto Jochem Verberne, Diederik Simon i Michiel Bartman. W 2004 startował w jedynce i zajął szesnaste miejsce. Brał udział w kilku edycjach mistrzostw świata i pucharu globu. W 2001 został wicemistrzem świata w czwórce podwójnej.